# 캄폴리에토
캄폴리에토(이탈리아어: Campolieto)는 이탈리아 몰리세주 캄포바소도의 코무네다. 캄포바소로부터 북동쪽 11km 거리에 있다.